# Daniela Faria
Daniela Gomes de Faria (Rio de Janeiro, 25 de março de 1977) é uma atriz brasileira.
Começou aos 14 anos em Pedra sobre Pedra. Fez várias novelas e peças de teatro. Hoje mora em Portugal, apresentou o Clube das Novelas, um programa exibido pela Record Internacional que mostrava os bastidores das novelas, entrevistas com artistas e resumos semanais. Atualmente apresenta o Record Shopping, um guia eletrônico de compras, um programa especializado em consumo que une anúncios de varejo e quadros de entretenimento com linguagem moderna, dinâmica e irreverente.
Foi capa da revista Sexy em setembro de 2001. Participou do reality show Big Brother Famosos, no canal de televisão português TVI, onde conheceu o cantor Ricky, com quem casou e tem um filho chamado Guilherme.

## Trabalhos na TV
- 2017 Ouro Verde - Rosilane
- 2017 O Ultimo Sol de Outono - Maria Amália
- 2015 A Única Mulher - Sabrina
- 2015 As Servas da Paz - Berbela
- 2013 Belmonte - Vivi
- 2008 O Quinto Poder - Mônica Cortez
- 2007 Nome de Código: Sintra - Amélia[2]
- 2007 Vidas Opostas - Elizete (Participação Especial)
- 2001 Porto dos Milagres - Haydée Caolha[1]
- 1999 Suave Veneno - Adriana[1]
- 1997 A Indomada - Berbela Silveira[1]
- 1996 O Campeão - Leninha
- 1993 Fera Ferida - Daiane[1]
- 1992 Pedra sobre Pedra - Lys[1]

## Cinema
- 2007 Call Girl - Helga[2] (Direção António Pedro Vasconcelos)
- 2008 A Arte de Roubar - Cassandra[2] (Direção- Leonel Vieira)